# 小行星9549
小行星9549（9549 Akplatonov）是一颗绕太阳运转的小行星，为主小行星带小行星。该小行星于1985年9月19日发现。

## 轨道参数
小行星9549的轨道半长轴为2.6077185 UA，离心率为0.108。